# Robbenreservat Kreuzkap
Das Robbenreservat Kreuzkap (englisch Cape Cross Seal Reserve) ist ein vom namibischen Ministerium für Umwelt und Tourismus ausgewiesenes Naturreservat. Es schließt das Gebiet Kreuzkap ein und ist für Besucher zugänglich.
Im Reservat befindet sich die weltweit größte Kolonie Südafrikanischer Seebären, die während der Paarungszeit im November und Dezember aus mehr als 200.000 Tieren besteht. Um eine Überpopulation zu verhindern, wird jährlich eine festgelegte Quote an Robben erlegt. Eine Gefahr für die Tiere stellt Plastikmüll dar, insbesondere Geisternetze und Angelschnüre, die sich um die Tiere herumwickeln und schwerste Verletzungen verursachen können.

## Fotos

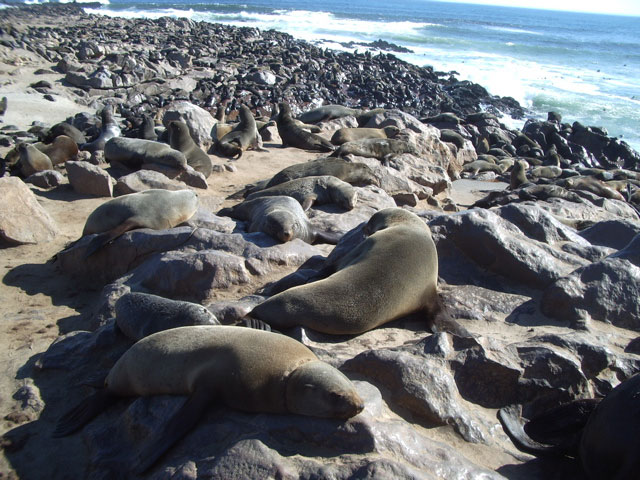
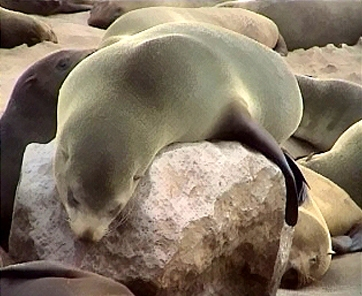
Robbe am Kreuzkap
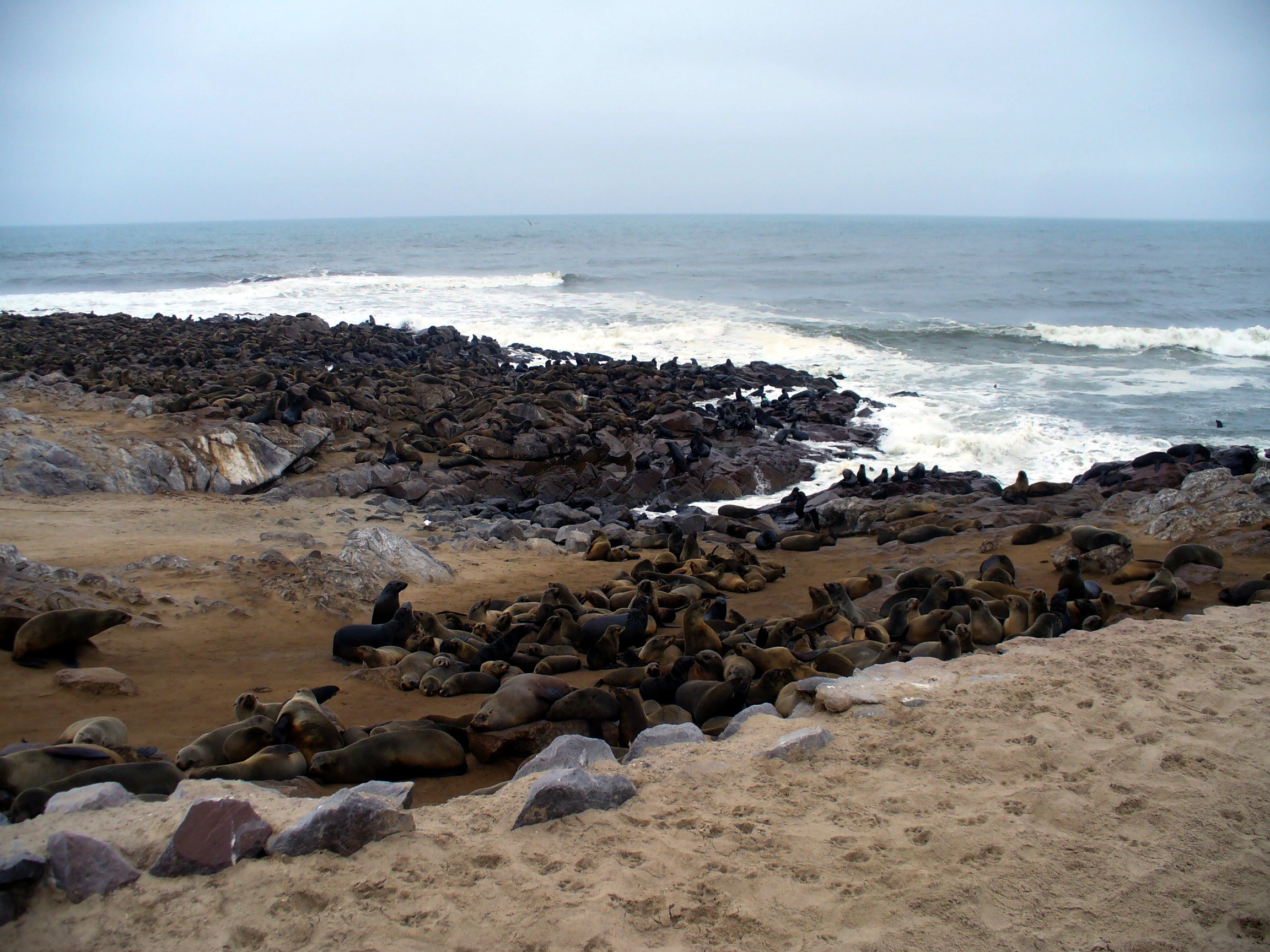
Robbenkolonie
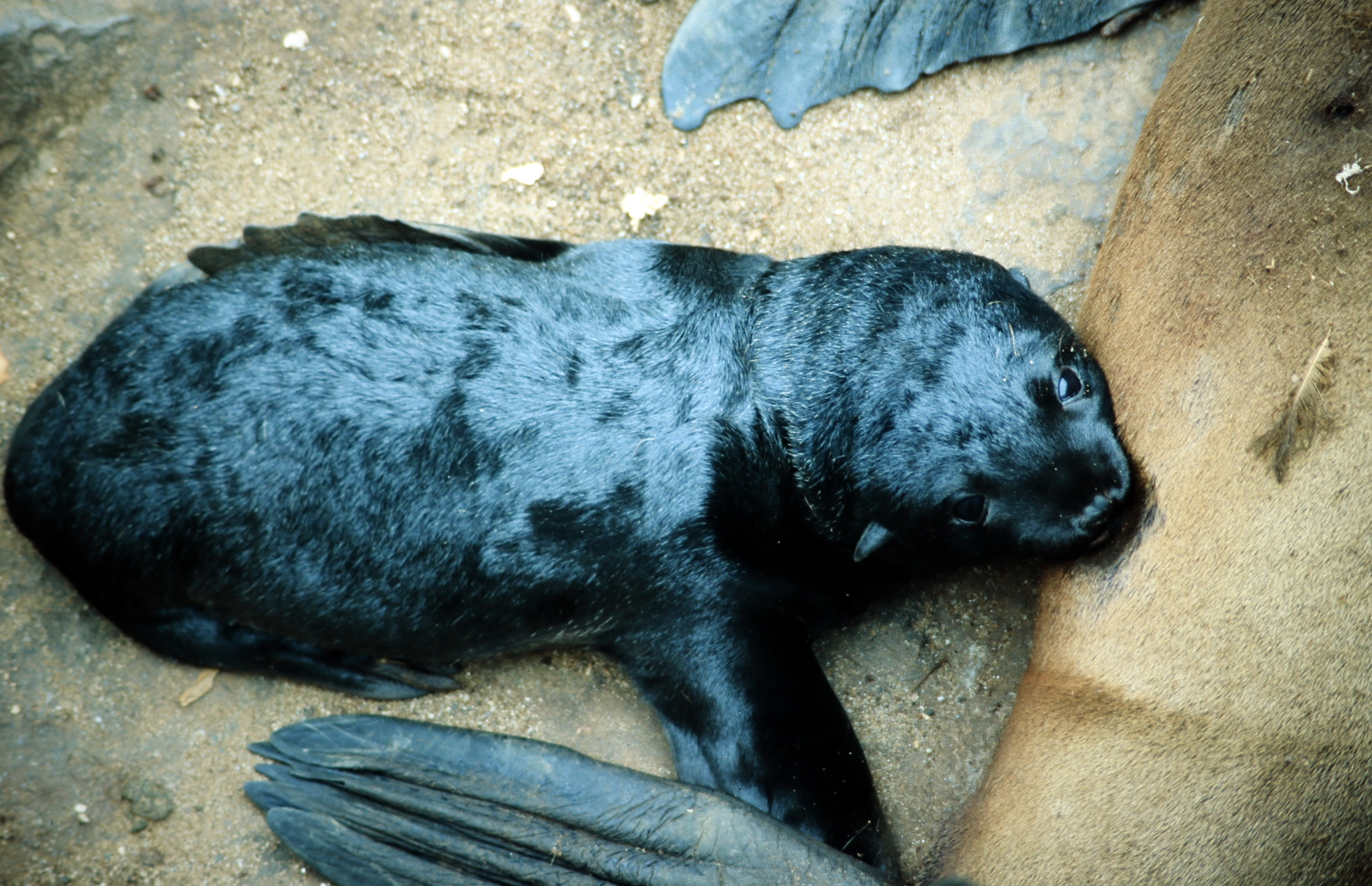
Säugender junger Seebär